# Elgudża Amaszukeli
Elgudża Dawitis dse Amaszukeli, gruz. ელგუჯა დავითის ძე ამაშუკელი; (ur. 22 czerwca 1928 w Tbilisi, zm. 2002) – malarz i rzeźbiarz gruziński, przewodniczący gruzińskiego Związku Artystów Plastyków (1981–1996).
W 1955 ukończył studia na Państwowej Akademii Sztuk Pięknych w Tbilisi.
Stworzył wiele dzieł rzeźby pomnikowej: Kartlis Deda (Matka Gruzja) (1963) pomnik konny króla Wachtanga I Gorgasali (1967), pomnik malarza Niko Pirosmanaszwiliego (1975) w Tbilisi, króla Dawida Budowniczego (1994) w Kutaisi i Pomnik Sławy w Poti. Projektował stację metra w Tbilisi.
Napisał dwie książki: Siódmy zmysł (1981) i Listy o sztuce (1984).
Laureat Nagrody Państwowej ZSRR z 1982. W 1996 został wybrany na członka korespondenta Gruzińskiej Akademii Nauk.